# نزهة الناظر
نزهة الناظر و تنبیه الخاطر تنها اثر بازمانده از حلوانی (سدهٔ پنجم هجری) است. در این کتاب ۴۷۸ سخن از پیامبر اسلام و امامان شیعه به ترتیب امامت جمع‌آوری شده است. وی این کتاب را برای مخاطب عام نوشته و ازهمین‌رو از ذکر سند مطالب خودداری می‌کند. روشن است که مقصود وی از این اثر، اتمام کار سید رضی در خصائص الائمه است. برخی این اثر را به ابویعلی جعفری، استاد حلوانی نسبت می‌دهند.